# Francisco Barreiros Filho
Francisco Barreiros Filho (Tubarão, 28 de setembro de 1891 — Florianópolis, 4 de outubro de 1977) foi um educador e político brasileiro.

## Biografia
Filho de Francisco Gonçalves da Silva Barreiros e de Maria Antunes Barreiros. Casou-se com Altamira Flores Barreiros, e desde matrimônio nasceram: Maria, Américo e Neusa.

## Carreira
Foi secretário particular do interventor Ptolomeu de Assis Brasil e dos governadores Aderbal Ramos da Silva e José Boabaid.
A partir 1 de junho de 1916, foi Professor Catedrático de Português e Literatura da Escola Normal Catarinense (na rua Saldanha Marinho, 196 - Florianópolis). Por três vezes assumiu a direção desta instituição, durante os Governos de Hercílio Luz e Adolfo Konder.
Foi deputado à Assembleia Legislativa de Santa Catarina na 1ª legislatura (1935 — 1937), eleito pelo Partido Liberal Catarinense.

## Representação na cultura
- A Biblioteca Municipal Professor Barreiros Filho, de Florianópolis[2]
- Cede também o nome à rua Professor Barreiros Filho, no bairro Estreito em Florianópolis.